# Вахрушев, Леонид Петрович (генерал-лейтенант)
Леонид Петрович Вахрушев — советский военный, государственный и политический деятель, генерал-лейтенант.

## Биография
Родился в 1912 году в Санкт-Петербурге. Член КПСС с 1931 года.
С 1926 года — на хозяйственной, общественной и политической работе. В 1926—1981 гг. — ученик ФЗУ, слесарь, секретарь комитета комсомола Златоустовского инструментального завода, заведующий организационным отделом Златоустовского горкома ВЛКСМ, красноармеец, политрук в соединениях РККА, участник Великой Отечественной войны, военный комиссар 4-й гвардейской отдельной стрелковой бригады, начальник политического отдела 108-й гвардейской стрелковой дивизии. После войны на политической работе в войсках, работник аппарата ЦК КПСС, на руководящих должностях в ГлавПУР, председатель партийной комиссии Главного политического управления Советской Армии и Военно-морского флота. Делегат XXIII и XXIV съездов КПСС. С 1981 г. — в отставке.
Умер в 2001 году.
Награжден двумя орденами Красного Знамени (30.01.1943, 02.04.1943),  орденом Богдана Хмельницкого 2-й степени (28.04.1945), двумя орденами Отечественной войны 1-й степени (31.08.1944, 06.04.1985), орденом Отечественной войны 2-й степени (29.06.1944), орденом Трудового Красного Знамени, двумя орденами Красной звезды (в т.ч. 30.12.1956), орденом «За службу Родине в Вооруженных Силах СССР», пятью орденами зарубежных стран и 25 медалями.
5 мая 1975 года награждён чехословацким орденом Белого льва II степени